# 自由和直接民主欧洲
自由和直接民主欧洲（英語：Europe of Freedom and Direct Democracy）是歐洲議會內的一個党团。該黨團成員多數主張退出歐盟，主要由信奉歐洲懷疑主義和右翼民粹主义的反歐盟的右翼和极右翼政黨組成。因而與另一右翼民粹主义的疑欧黨團民族和自由歐洲有所區別。

## 簡介
該黨團成立於2014年歐洲議會選舉之後，主要目标是减少欧盟的权力，甚至解散欧盟。因不少成員明確主張退出歐盟，故區別於其他疑歐的歐盟政團。
2018年7月3日，2名瑞典民主黨的歐洲議會議員退出自由和直接民主欧洲黨團，加入較溫和的疑歐黨團欧洲保守及改革黨團。
2019年6月26日，该党团未登记参加第九届欧洲议会，失去正式政治团体地位。

## 外部連結
- 自由和直接民主欧洲官方網站